# الألعاب البارالمبية الصيفية 2016
الألعاب البارالمبية الصيفية 2016 (برتغالية برازيلية: "Jogos Paralímpicos de Verão de 2016")، هي النسخة الخامسة عشر للألعاب البارلمبية الصيفية، وهي حدث دولي رياضي لمجموعة من الرياضات للرياضيين ذوي الإعاقة تنظمها اللجنة البارالمبية الدولية، وتعقد في ريو دي جانيرو، البرازيل، ابتداء ا من7 سبتمبر حتى 18 سبتمبر من عام 2016، وهي النسخة الأولى التي تعقد خلال فصل الشتاء في الدولة المضيفة. وهذه المرة الأولى التي تستضيف دول أمريكا الجنوبية وأمريكا اللاتينية هذا الحدث، وهي المدينة الثانية في نصف الكرة الأرضية الجنوبية، أولهما الألعاب البارالمبية الصيفية 2000 في سيدني بأستراليا، وأيضا أول مرة تستضيف دولة ناطقة بالبرتغالية. 

لأول مرة في تاريخ الألعاب تم تنظيم رياضيتي قارب الكانو وباراترياثلون.

## اختيار المدينة المضيفة
| نتائج ترشيحات الألعاب الصيفية 2016 |                  |          |          |          |
| المدينة                            | الدولة           | الجولة 1 | الجولة 2 | الجولة 3 |
| ريو دي جانيرو                      | البرازيل         | 26       | 46       | 66       |
| مدريد                              | إسبانيا          | 28       | 29       | 32       |
| طوكيو                              | اليابان          | 22       | 20       | —        |
| شيكاغو                             | الولايات المتحدة | 18       | —        | —        |

## التنظيم

### الشعار
تم رسم الشعار المختار من قبل الوكالة البرازيلية تاتان (Tatin) المتمركزة في ريو دي جانيرو. يجمع الشعار بين اثنين من الرموز الدينية: اللانهاية وقلب منمق بشكل ثلاثي الأبعاد يرمز للتسامح والعاطفة وحرارة الاستقبال البرازيلية.

## الجدول الزمني للألعاب
| OC | حفل الافتتاح | ● | مسابقات الحدث | 1 | نهائيات الحدث | CC | الحفل الختامي |

| سبتمبر                     | 7 أربعاء | 8 خميس | 9 جمعة | 10 السبت | 11 أحد | 12 إثنين | 13 ثلاثاء | 14 أربعاء | 15 خميس | 16 أربعاء | 17 سبت | 18 أحد | الأحداث |
| -------------------------- | -------- | ------ | ------ | -------- | ------ | -------- | --------- | --------- | ------- | --------- | ------ | ------ | ------- |
| الاحتفالات                 | OC       |        |        |          |        |          |           |           |         |           |        | CC     |         |
| الرماية                    |          |        |        | ●        | 1      | 1        | 1         | 1         | 1       | 2         | 2      |        | 9       |
| ألعاب القوى                |          | 10     | 20     | 16       | 19     | 14       | 19        | 14        | 19      | 16        | 25     | 5      | 177     |
| بوتشا                      |          |        |        | ●        | ●      | 3        | ●         | ●         | ●       | 4         |        |        | 7       |
| سباق القوارب               |          |        |        |          |        |          |           | ●         | 6       |           |        |        | 6       |
| سباق الدراجات (على الطريق) |          |        |        |          |        |          |           | 8         | 8       | 8         | 9      |        | 33      |
| سباق الدراجات (على المسار) |          | 4      | 5      | 5        | 3      |          |           |           |         |           |        |        | 17      |
| الفروسية                   |          |        |        |          | ●      | ●        | 1         | 2         | 2       | 6         |        |        | 11      |
| كرة القدم البارالمبية      |          |        | ●      |          | ●      |          | ●         |           | ●       |           | 1      |        | 1       |
| كرة القدم البارالمبية      |          | ●      |        | ●        |        | ●        |           | ●         |         | 1         |        |        | 1       |
| كرة الهدف للمكفوفين        |          | ●      | ●      | ●        | ●      | ●        | ●         | ●         | ●       | 2         |        |        | 2       |
| الجودو                     |          | 4      | 4      | 5        |        |          |           |           |         |           |        |        | 13      |
| رفع الاثقال                |          | 2      | 3      | 3        | 3      | 3        | 3         | 3         |         |           |        |        | 20      |
| التجديف                    |          |        | ●      | ●        | 4      |          |           |           |         |           |        |        | 4       |
| الإبحار                    |          |        |        |          |        | ●        | ●         | ●         | ●       | ●         | 3      |        | 3       |
| التصويب                    |          | 2      | 2      | 2        | 1      | 1        | 2         | 2         |         |           |        |        | 12      |
| الكرة الطائرة جلوسا        |          |        | ●      | ●        | ●      | ●        | ●         | ●         | ●       | 1         | 1      |        | 2       |
| السباحة                    |          | 16     | 16     | 14       | 15     | 16       | 15        | 15        | 14      | 16        | 15     |        | 152     |
| تنس الطاولة                |          | ●      | ●      | ●        | 5      | 8        | 8         | ●         | ●       | 4         | 4      |        | 29      |
| السباق الثلاثي             |          |        |        | 3        | 3      |          |           |           |         |           |        |        | 6       |
| كرة السلة للمقعدين         |          | ●      | ●      | ●        | ●      | ●        | ●         | ●         | ●       | 1         | 1      |        | 2       |
| المبارزة للمقعدين          |          |        |        |          |        | 2        | 4         | 4         | 2       | 2         |        |        | 14      |
| الركبي للمقعدين            |          |        |        |          |        |          |           | ●         | ●       | ●         | ●      | 1      | 1       |
| التنس للمقعدين             |          |        | ●      | ●        | ●      | ●        | 1         | 1         | 2       | 2         |        |        | 6       |
| إجمالي الأحداث             | 0        | 38     | 50     | 48       | 54     | 48       | 54        | 50        | 54      | 65        | 61     | 6      | 528     |
| المجموع التراكمي           | 0        | 38     | 88     | 136      | 190    | 238      | 292       | 342       | 396     | 461       | 522    | 528    |         |
| سبتمبر                     | 7 أربعاء | 8 خميس | 9 جمعة | 10 سبت   | 11 أحد | 12 إثنين | 13 ثلاثاء | 14 أربعاء | 15 خميس | 16 جمعة   | 17 سبت | 18 أحد | الأحداث |

## الدول المشاركة
| مشاركة اللجان الوطنية البارالمبية |
| --- |
| - أفغانستان (AFG) (1) - الجزائر (ALG) (60) - أنغولا (ANG) (4) - الأرجنتين (ARG) (84) - أرمينيا (ARM) (2) - أروبا (ARU) (1) - أستراليا (AUS) (177) - النمسا (AUT) (27) - أذربيجان (AZE) (25) - البحرين (BRN) (2) - بيلاروس (BLR) (20) - بلجيكا (BEL) (29) - بنين (BEN) (1) - برمودا (BER) (2) - البوسنة والهرسك (BIH) (14) - بوتسوانا (BOT) (1) - البرازيل (BRA) (285) - بلغاريا (BUL) (7) - بوركينا فاسو (BUR) (1) - بوروندي (BDI) (1) - كمبوديا (CAM) (1) - الكاميرون (CMR) (1) - كندا (CAN) (153) - الرأس الأخضر (CPV) (2) - جمهورية إفريقيا الوسطى (CAF) (1) - تشيلي (CHI) (15) - الصين (CHN) (308) - جزر القمر (COM) (1) - جمهورية الكونغو (CGO) (1) - كوستاريكا (CRC) (3) - كرواتيا (CRO) (19) - كوبا (CUB) (22) - قبرص (CYP) (2) - جمهورية التشيك (CZE) (37) - الدنمارك (DEN) (21) - جمهورية الكونغو الديمقراطية (COD) (2) - جمهورية الدومينيكان (DOM) (2) - الإكوادور (ECU) (5) - مصر (EGY) (45) - السلفادور (ESA) (1) - إستونيا (EST) (6) - إثيوبيا (ETH) (5) - جزر فارو (1) (FRO) - فيجي (FIJ) (2) - فنلندا (FIN) (26) - فرنسا (FRA) (123) - الغابون (GAB) (1) - غامبيا (GAM) (1) - جورجيا (GEO) (5) - ألمانيا (GER) (155) - غانا (GHA) (3) - بريطانيا العظمى (GBR) (264) - اليونان (GRE) (60) - غواتيمالا (GUA) (1) - غينيا بيساو (GBS) (1) - هايتي (HAI) (1) - هندوراس (HON) (2) - هونغ كونغ (HKG) (24) - المجر (HUN) (43) - آيسلندا (ISL) (5) - الهند (IND) (19) - إندونيسيا (INA) (9) - الرياضيون المعاقون المستقلون (2) (IPA) - إيران (IRI) (110) - العراق (IRQ) (14) - جزيرة أيرلندا (IRL) (44) - إسرائيل (ISR) (33) - إيطاليا (ITA) (101) - ساحل العاج (CIV) (5) - جامايكا (JAM) (3) - اليابان (JPN) (132) - الأردن (JOR) (10) - كازاخستان (KAZ) (11) - كينيا (KEN) (9) - الكويت (KUW) (6) - قيرغيزستان (KGZ) (3) - لاوس (LAO) (1) - لاتفيا (LAT) (11) - ليسوتو (LES) (2) - ليبيا (LBA) (3) - ليتوانيا (LTU) (13) - لوكسمبورغ (1) (LUX) - ماكاو (MAC) (1) - مقدونيا (MKD) (2) - مدغشقر (MAD) (1) - مالاوي (MAW) (1) - ماليزيا (MAS) (19) - مالي (MLI) (2) - مالطا (MLT) (1) - موريشيوس (MRI) (2) - المكسيك (MEX) (71) - مولدوفا (MDA) (2) - منغوليا (MGL) (8) - الجبل الأسود (MNE) (2) - المغرب (MAR) (26) - موزمبيق (MOZ) (1) - مينمار (MYA) (2) - ناميبيا (NAM) (10) - نيبال (NEP) (2) - هولندا (NED) (120) - نيوزيلندا (NZL) (31) - نيكاراغوا (NCA) (3) - النيجر (NIG) (2) - نيجيريا (NGR) (23) - كوريا الشمالية (PRK) (2) - النرويج (NOR) (25) - سلطنة عمان (OMA) (2) - باكستان (PAK) (1) - فلسطين (PLE) (1) - بنما (PAN) (2) - بابوا غينيا الجديدة (PNG) (2) - بيرو (PER) (6) - الفلبين (PHI) (5) - بولندا (POL) (90) - البرتغال (POR) (37) - بورتوريكو (PUR) (4) - قطر (QAT) (3) - رومانيا (ROU) (12) - رواندا (RWA) (13) - ساموا (SAM) (2) - ساو تومي وبرينسيب (STP) (1) - السعودية (KSA) (4) - السنغال (SEN) (2) - صربيا (SRB) (16) - سيشل (SEY) (1) - سيراليون (SLE) (1) - سنغافورة (SIN) (13) - سلوفاكيا (SVK) (28) - سلوفينيا (SLO) (8) - الصومال (SOM) (1) - جنوب إفريقيا (RSA) (44) - كوريا الجنوبية (KOR) (82) - إسبانيا (ESP) (113) - سريلانكا (SRI) (9) - سورينام (SUR) (1) - السويد (SWE) (58) - سويسرا (SUI) (24) - سوريا (SYR) (2) - تايبيه الصينية (TPE) (13) - طاجيكستان (TJK) (1) - تنزانيا (TAN) (1) - تايلاند (THA) (45) - تيمور الشرقية (TLS) (2) - توغو (TOG) (1) - تونغا (TGA) (2) - ترينيداد وتوباغو (TRI) (3) - تونس (TUN) (31) - تركيا (TUR) (81) - تركمانستان (TKM) (2) - أوغندا (UGA) (1) - أوكرانيا (UKR) (168) - الإمارات العربية المتحدة (UAE) (18) - الولايات المتحدة (USA) (279) - الأوروغواي (URU) (4) - أوزبكستان (UZB) (32) - فنزويلا (VEN) (23) - فيتنام (VIE) (11) - جزر العذراء (ISV) (1) - زيمبابوي (ZIM) (5) |

## جدول الميداليات
| الترتيب    | منتخب                  | ذهبية | فضية | برونزية | المجموع |
| ---------- | ---------------------- | ----- | ---- | ------- | ------- |
| 1          | الصين (CHN)            | 107   | 81   | 51      | 239     |
| 2          | بريطانيا العظمى (GBR)  | 64    | 39   | 44      | 147     |
| 3          | أوكرانيا (UKR)         | 41    | 37   | 39      | 117     |
| 4          | الولايات المتحدة (USA) | 40    | 44   | 31      | 115     |
| 5          | أستراليا (AUS)         | 22    | 30   | 29      | 81      |
| 6          | ألمانيا (GER)          | 18    | 25   | 14      | 57      |
| 7          | هولندا (NED)           | 17    | 19   | 26      | 62      |
| 8          | البرازيل (BRA)*        | 14    | 29   | 29      | 72      |
| 9          | إيطاليا (ITA)          | 10    | 14   | 15      | 39      |
| 10         | بولندا (POL)           | 9     | 18   | 12      | 39      |
| 11–83      | Remaining NPCs         | 187   | 193  | 249     | 629     |
| المجموع 83 | المجموع 83             | 529   | 529  | 539     | 1597    |

## القنوات الناقلة
القنوات التالية تحصلت على حقوق بث الألعاب البارالمبية الصيفية 2016:
- تلفزيون فرنسا.
- سفن نتورك.
- القناة الرابعة البريطانية.
- هيئة الإذاعة الوطنية.
- الوطنية 1 والوطنية 2.
- تلفزيون السويد.
- التلفزيون البولندي.
- سوبر سبورت.
- هيئة الإذاعة الكندية وسبورتسنت وان وأمي تي في.
- مجموعة غلوبو وقناة غلوبو وسبورتي في.

من جهة أخرى، قناة بارالمبيك سبور تي في التابعة للجنة البارالمبية الدولية تبث الألعاب مباشرة على يوتيوب وعلى موقع اللجنة الرسمي.

## مقالات ذات صلة
- الألعاب الأولمبية الصيفية 2016.

## روابط خارجية
- الموقع الرسمي للألعاب البارالمبية الصيفية 2016.